# إريك هولت
إريك هولت (بالإنجليزية: Erik Holt)‏ هو لاعب كرة قدم أمريكي في مركز الدفاع، ولد في 6 سبتمبر 1996 في سان دييغو في الولايات المتحدة. لعب مع ريال سالت ليك وريال موناركس.

## وصلات خارجية
- إريك هولت على موقع الدوري الأمريكي (الإنجليزية)
- إريك هولت على موقع قاعدة بيانات كرة القدم.إي يو (الإنجليزية)